# Deutsche Golf Liga
Die Deutsche Golf Liga (kurz: DGL) ist das zur Saison 2013 eingeführte Mannschaftswettkampfsystem, das die klassischen Deutschen Mannschaftsmeisterschaften (DMM) ablöst. Im Verlauf von fünf Spieltagen wird in der 1. Bundesliga, 2. Bundesliga, Regionalliga, Oberliga, Landesliga und Gruppenliga um Auf- und gegen Abstiege gekämpft. Die Mannschaften in der in Nord und Süd aufgeteilten 1. Bundesliga, die nach Abschluss der Ligaspiele auf dem 1. bzw. 2. Tabellenplatz der Gruppe Nord bzw. Süd platziert sind, spielen dann auf einem neutralen Platz um den Titel „Deutschen Mannschaftsmeister“ im sogenannten Final Four.

## Aufbau der Liga

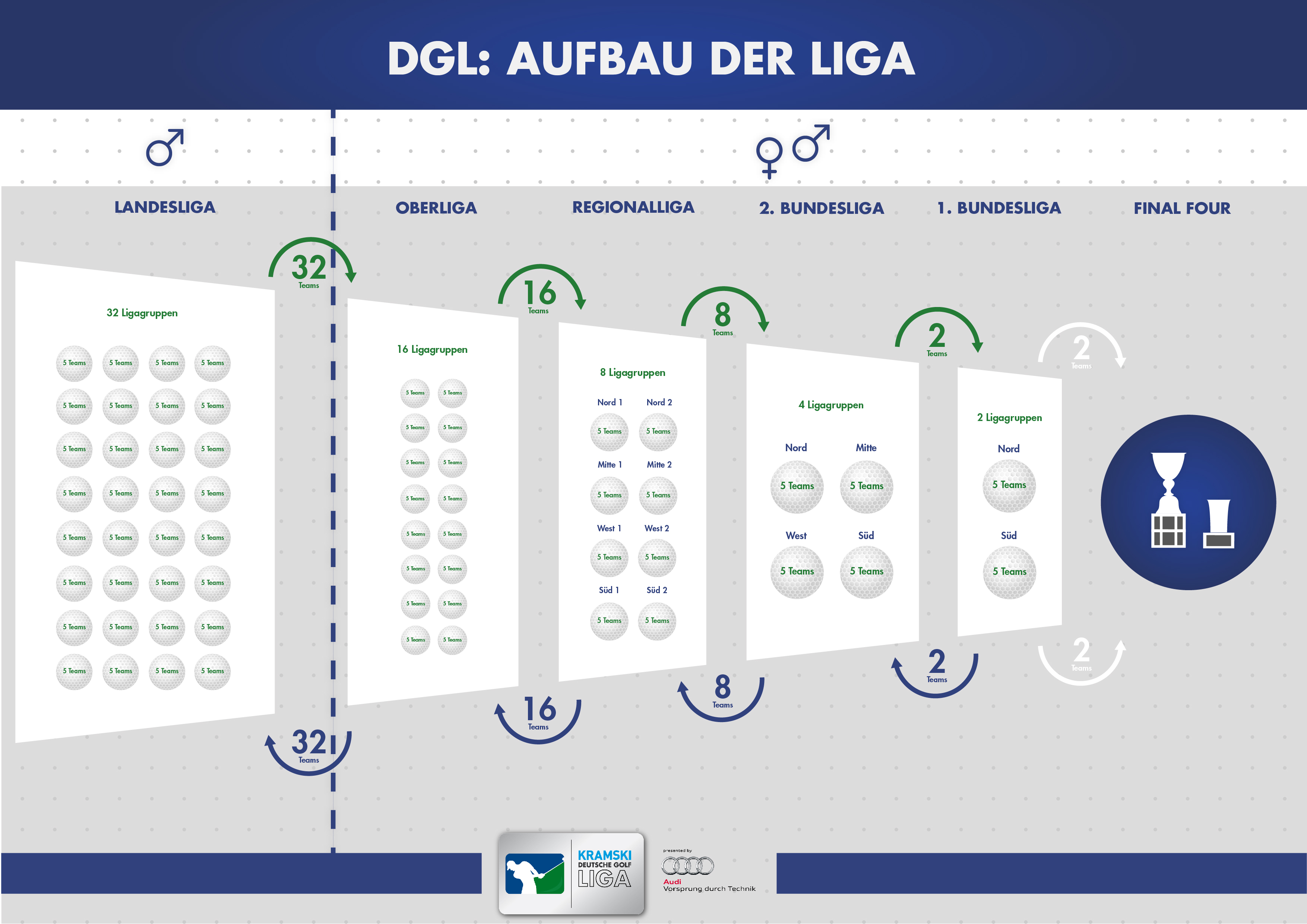
Aufbau der Liga

In allen Ligen spielen jeweils fünf Mannschaften mit acht Spielern (Herren) bzw. sechs Spielerinnen (Damen) auf den Plätzen der beteiligten Mannschaften der jeweiligen Ligagruppe. Allein in den fünf obersten Ligen (1. Bundesliga bis Landesliga) nehmen an einem regulären Spieltag etwa 3380 Spieler aus 320 Golfclubs an 92 Wettspielen im ganzen Land teil. Insgesamt umfasst die DGL 460 Teams.

### Damen
- 1. Bundesliga: Nord und Süd (zwei Ligagruppen)
- 2. Bundesliga: Nord, West, Mitte und Süd (vier Ligagruppen)
- Regionalliga: Nord 1–2, West 1–2, Mitte 1–2 und Süd 1–2 (acht Ligagruppen)
- Oberliga: Nord 1–4, West 1–4, Mitte 1–4 und Süd 1–4 (16 Ligagruppen)
- Gruppenliga: Sie wird durch die Regionen und Landesgolfverbände (LGV) organisiert und dient als Unterbau der Deutschen Golf Liga (DGL). Die Teams spielen nicht in der DGL, haben aber die Möglichkeit, aufzusteigen.

### Herren
- 1. Bundesliga: Nord und Süd (zwei Ligagruppen)
- 2. Bundesliga: Nord, West, Mitte und Süd (vier Ligagruppen)
- Regionalliga: Nord 1–2, West 1–2, Mitte 1–2 und Süd 1–2 (acht Ligagruppen)
- Oberliga: Nord 1–4, West 1–4, Mitte 1–4 und Süd 1–4 (16 Ligagruppen)
- Landesliga: Nord 1–8, West 1–8, Mitte 1–8 und Süd 1–8 (32 Ligagruppen)
- Gruppenliga: Sie wird durch die Regionen und Landesgolfverbände (LGV) organisiert und dient als Unterbau der Deutschen Golf Liga (DGL). Die Teams spielen nicht in der DGL, haben aber die Möglichkeit, aufzusteigen.

## Spielmodus
Liga - Auf- und Abstieg
In der 1. Bundesliga gibt es keine Aufsteiger. Die Mannschaften, die nach den Spieltagen den ersten oder zweiten Rang der jeweiligen Ligagruppen belegen, sind für das Final Four qualifiziert. Aus der 1. Bundesliga steigen die Mannschaften auf Rang fünf der jeweiligen Ligagruppe direkt in die 2. Bundesliga ab.
Ab der Saison 2016 treten die erstplatzierten Mannschaften in der 2. Bundesliga in einem Aufstiegsspiel gegeneinander an. Dabei spielen die Erstplatzierten der 2. Bundesliga Nord und West eine Relegation um einen freien Platz in der 1. Bundesliga Nord sowie die Erstplatzierten der 2. Bundesliga Mitte und Süd um einen freien Platz in der 1. Bundesliga Süd.
Aus der 2. Bundesliga steigen die Mannschaften in die Regionalliga ab, die nach den Spieltagen den vierten und fünften Rang der jeweiligen Ligagruppe belegen. Im Verlauf von fünf Spieltagen wird in der 1. Bundesliga, 2. Bundesliga, Regionalliga, Oberliga, Landesliga und Gruppenliga um Auf- und gegen Abstiege gekämpft.
Aus der Regionalliga steigen die Mannschaften in die 2. Bundesliga auf, die nach den Spieltagen den ersten Rang der jeweiligen Ligagruppe belegen. Es steigen die Mannschaften in die Oberliga ab, die nach den Spieltagen den vierten und fünften Rang der jeweiligen Ligagruppe belegen.
Aus der Oberliga steigen die Mannschaften in die Regionalliga auf, die nach den Spieltagen den ersten Rang der jeweiligen Ligagruppe belegen. Bei den Damen steigen die Mannschaften direkt in die Gruppenliga ab, die nach den Spieltagen den vierten und fünften Rang der jeweiligen Ligagruppe belegen.
Bei den Herren steigen aus der Landesliga die Mannschaften in die Oberliga auf, die nach den Spieltagen den ersten Rang der jeweiligen Ligagruppe belegen. Es steigen die Mannschaften in die Gruppenliga ab, die nach den Spieltagen den vierten und fünften Rang der jeweiligen Ligagruppe belegen.
Spieltage 1 bis 5 werden als Zählspiel ausgetragen.
Damen
- 1. Bundesliga: Samstag vormittags 18 Löcher Vierer mit mindestens zwei und höchstens drei Vierern; Sonntag vormittags 18 Löcher Einzel mit mindestens fünf und höchstens sechs Spielerinnen je Mannschaft; die besten fünf Einzel-Ergebnisse und die besten zwei Vierer-Ergebnisse werden gewertet.
- 2. Bundesliga und Regionalliga: vormittags 18 Löcher Einzel mit mindestens fünf und höchstens sechs Spielerinnen je Mannschaft; nachmittags 18 Löcher Vierer mit mindestens zwei und höchstens drei Vierern; die besten fünf Einzel-Ergebnisse und die besten zwei Vierer-Ergebnisse werden gewertet (Bei einer Verkürzung des Spieltags aus wichtigem Grund auf 18 Löcher Einzel werden die besten fünf Ergebnisse von sechs Einzeln gewertet.)
- Oberliga: 18 Löcher Einzel mit mindestens fünf und höchstens sechs Spielerinnen je Mannschaft; gewertet werden die besten fünf Ergebnisse einer Mannschaft

Herren
- 1. Bundesliga bis Regionalliga: vormittags 18 Löcher Einzel mit mindestens sieben und höchstens acht Spielern je Mannschaft; nachmittags 18 Löcher Vierer mit mindestens drei und höchstens vier Vierern; die besten sieben Einzel-Ergebnisse und die besten drei Vierer-Ergebnisse werden gewertet (Bei einer Verkürzung des Spieltags aus wichtigem Grund auf 18 Löcher Einzel werden die besten sieben Ergebnisse von acht Einzeln gewertet.)
- Ober- und Landesliga: 18 Löcher Einzel mit mindestens sieben und höchstens acht Spielern je Mannschaft; gewertet werden die besten sieben Ergebnisse einer Mannschaft

Livescoring
Die Ergebnisse der Spieltage aller Ligen kann man live auf der Website der deutschen Golf Liga verfolgen.

## Final Four
Das Final Four ist das Finale der DGL, in dem die Mannschaften, die nach Abschluss aller Ligaspiele den ersten oder zweiten Platz in den Ligagruppen Nord oder Süd der 1. Bundesliga belegen, um den Titel „Deutscher Mannschaftsmeister“ kämpfen. Das Final Four findet stets auf einem neutralen Golfplatz statt.
Das Final Four wird als Lochspiel ausgetragen.
Damen
- Samstag: Halbfinale (Sieger 1. Bundesliga Süd gegen Zweitplatzierter 1. Bundesliga Nord; Sieger 1. Bundesliga Nord gegen Zweitplatzierter 1. Bundesliga Süd)
- Sonntag: Finale (Sieger 1. Halbfinale gegen Sieger 2. Halbfinale), Spiel um Platz 3 (Verlierer 1. Halbfinale gegen Verlierer 2. Halbfinale)
- jeweils vormittags 18 Löcher Lochspiel-Vierer mit 3 Vierern je Mannschaft; nachmittags 18 Löcher Lochspiel-Einzel mit 6 Spielern je Mannschaft

Herren
- Samstag: Halbfinale (Sieger 1. Bundesliga Süd gegen Zweitplatzierter 1. Bundesliga Nord; Sieger 1. Bundesliga Nord gegen Zweitplatzierter 1. Bundesliga Süd)
- Sonntag: Finale (Sieger 1. Halbfinale gegen Sieger 2. Halbfinale), Spiel um Platz 3 (Verlierer 1. Halbfinale gegen Verlierer 2. Halbfinale)
- jeweils vormittags 18 Löcher Lochspiel-Vierer mit 4 Vierern je Mannschaft; nachmittags 18 Löcher Lochspiel-Einzel mit 8 Spielern je Mannschaft

## Ergebnisse und Deutsche Mannschaftsmeister

### Damen
| Saison | Meister             | Final-Gegner        | Ergebnis                            | Dritter Platz           | Austragungsort     |
| ------ | ------------------- | ------------------- | ----------------------------------- | ----------------------- | ------------------ |
| 2013   | Münchener GC        | GC St. Leon-Rot     | 6:6 (Münchener GC siegt im Stechen) | G&LC Berlin-Wannsee     | WINSTONlinks       |
| 2014   | GC St. Leon-Rot     | GC Hubbelrath       | 5:4                                 | Hamburger GC            | Licher GC          |
| 2015   | G&LC Berlin-Wannsee | Münchener GC        | 5,5:3,5                             | GC St. Leon-Rot         | Licher GC          |
| 2016   | GC St. Leon-Rot     | GC am Reichswald    | 6,5:2,5                             | G&LC Berlin-Wannsee     | Licher GC          |
| 2017   | GC St. Leon-Rot     | Hamburger GC        | 5,5:3,5                             | G&LC Berlin-Wannsee     | Kölner GC          |
| 2018   | Hamburger GC        | G&LC Berlin-Wannsee | 6:3                                 | GC St. Leon-Rot         | Kölner GC          |
| 2019   | GC St. Leon-Rot     | Frankfurter GC      | 5:4                                 | Hamburger GC            | Gut Kaden          |
| 2020   | -                   | -                   | -                                   | -                       | -                  |
| 2021   | G&LC Berlin-Wannsee | Hamburger GC        | 6,5:3,5                             | GC St. Leon-Rot         | Gut Kaden          |
| 2022   | Hamburger GC        | GC St. Leon-Rot     | 5:4                                 | G&LC Berlin-Wannsee     | GC Pfalz           |
| 2023   | GC St. Leon-Rot     | Hamburger GC        | 5,5:3,5                             | G&LC Berlin-Wannsee     | GC Pfalz           |
| 2024   | Hamburger GC        | GC St. Leon-Rot     | 5:4                                 | Stuttgarter GC Solitude | GC München-Riedhof |

### Herren
| Saison | Meister                 | Final-Gegner          | Ergebnis                             | Dritter Platz         | Austragungsort     |
| ------ | ----------------------- | --------------------- | ------------------------------------ | --------------------- | ------------------ |
| 2013   | Golf Club Hubbelrath    | GC St. Leon-Rot       | 6:6 (GC Hubbelrath siegt im Stechen) | Frankfurter GC        | WINSTONlinks       |
| 2014   | GC Mannheim-Viernheim   | GC St. Leon-Rot       | 6,5:5,5                              | Golf Club Hubbelrath  | Licher GC          |
| 2015   | Golf Club Hubbelrath    | Hamburger GC          | 6:6 (GC Hubbelrath siegt im Stechen) | GC Mannheim-Viernheim | Licher GC          |
| 2016   | Golf Club Hubbelrath    | GC St. Leon-Rot       | 6,5:5,5                              | Hamburger GC          | Licher GC          |
| 2017   | Golf Club Hubbelrath    | Hamburger GC          | 6,5:5,5                              | GC Mannheim-Viernheim | Kölner GC          |
| 2018   | GC Mannheim-Viernheim   | Frankfurter GC        | 8,5:3,5                              | GC Hösel              | Kölner GC          |
| 2019   | Stuttgarter GC Solitude | Golf Club Hubbelrath  | 8:4                                  | GC Hösel              | Gut Kaden          |
| 2020   | -                       | -                     | -                                    | -                     | -                  |
| 2021   | Golf Club Hubbelrath    | Hamburger GC          | 7,5:4,5                              | GC St. Leon-Rot       | Gut Kaden          |
| 2022   | Hamburger GC            | GC St. Leon-Rot       | 6:6 (Hamburger GC siegt im Stechen)  | GC Mannheim-Viernheim | GC Pfalz           |
| 2023   | GC St. Leon-Rot         | GC Mannheim-Viernheim | 8,5:3,5                              | G&LC Berlin-Wannsee   | GC Pfalz           |
| 2024   | GC St. Leon-Rot         | Golf Club Hubbelrath  | 8:4                                  | GC Mannheim-Viernheim | GC München-Riedhof |

## Besonderheiten
Playing Professionals
In der DGL ist je Spieltag und Mannschaft ein Playing Professional (Tourspieler) oder ein Pro (Golflehrer) in Ausbildung teilnahmeberechtigt, der spätestens seit dem 1. Januar des betreffenden Kalenderjahres Mitglied oder Spielberechtigter des teilnehmenden DGV-Mitglieds ist, und über einen zusammenhängenden Zeitraum von mindestens drei Jahren als Amateur für dieses DGV-Mitglied spielberechtigt war.
Einzelrangliste
In der Ligarangliste werden gesondert für Damen und Herren alle Einzelzählspielergebnisse pro Spieltag der DGL von der 1. Bundesliga bis zur Landesliga aufgenommen. Die Qualifikation zur Deutschen Meisterschaft (DM) der Damen und Herren basiert auf der Platzierung in dieser Ligarangliste. Die Ligaranglisten für Damen und Herren werten nach Schlägen über/unter Course Rating (CR). Ergebnisse über CR werden nach folgendem Berechnungsmodus bewertet: Der Ausgangswert ist 0,0 über CR. Dieses Ergebnis wird mit 100 Punkten bewertet. Pro 0,1 CR über bzw. unter diesem Ausgangswert wird 1 Punkt abgezogen bzw. addiert. Spieler mit demselben Ergebnis über oder unter CR erhalten die gleiche Punktzahl.
Ermittlung der Liga-Ranglistenpunkte: Aus den Ranglistenpunkten wird für jedes gewertete Einzelzählspielergebnis der Mittelwert gebildet. Voraussetzung für die Wertung eines Spielers in der Abschlussrangliste ist, dass dieser mindestens drei Spielergebnisse in die Wertung eingebracht hat.

## Belege
1. ↑  Das neue DGL-Livescoring 2024, auf deutschegolfliga.de
2. 1 2  Münchener Golfclub e.V. In: mgc-golf.de. Abgerufen am 1. Dezember 2019.
3. 1 2 3 4 5  Der Golf- und Land-Club Berlin-Wannsee e.V. In: wannsee.de. Abgerufen am 1. Dezember 2019.
4. ↑  WINSTONgolf: Start. In: winstongolf.de. Abgerufen am 1. Dezember 2019.
5. 1 2 3 4 5 6 7  Willkommen im Golf Club Hubbelrath Düsseldorf. In: gc-hubbelrath.de. Abgerufen am 1. Dezember 2019.
6. 1 2 3  Home. In: licher-golf-club.de. Abgerufen am 1. Dezember 2019.
7. ↑  Golfclub am Reichswald Nürnberg – Der Golfclub Nürnberg ist einer der erfolgreichsten deutschen Golfclubs im Mannschaftssport. In: golfclub-nuernberg.de. Abgerufen am 1. Dezember 2019.
8. 1 2  Kölner Golfclub: Golfen. In: koelner-golfclub.de. Abgerufen am 1. Dezember 2019.
9. ↑  Damen. In: deutschegolfliga.de. Abgerufen am 1. Dezember 2019.
10. ↑  Final Four  auch  2018 im Kölner Golfclub. (PDF; 541 kB) In: deutschegolfliga.de. Deutscher Golf Verband, 17. Januar 2018, abgerufen am 11. Dezember 2018.
11. ↑  Golf Club St. Leon-Rot: gc-slr.de. In: gc-slr.de. Abgerufen am 1. Dezember 2019.
12. 1 2 3  Frankfurter Golf Club. In: fgc.de. Abgerufen am 1. Dezember 2019.
13. ↑  Home - Hamburger Golfclub Falkenstein. In: golfclub-falkenstein.de. Abgerufen am 1. Dezember 2019.
14. ↑  Home - Hamburger Golfclub Falkenstein. Final Four 2019 in Gut Kaden. In: golfclub-falkenstein.de. 28. Januar 2019, abgerufen am 1. Dezember 2019.
15. ↑  News - GC Pfalz: Die Final-Four-Wiese im Golf.de-Check. Abgerufen am 9. August 2022.
16. ↑  DGV DGL Scoring. Abgerufen am 12. August 2024.
17. 1 2 3 4  Home. Golfclub Mannheim-Viernheim 1930. In: gcmv.de. Abgerufen am 1. Dezember 2019.
18. ↑  Herren | Final Four | 1. Bundesliga | Deutsche Golf Liga. Abgerufen am 1. Dezember 2019.
19. 1 2  Golfclub Hösel. In: golfclubhoesel.de. Abgerufen am 1. Dezember 2019.
20. ↑  Stuttgarter Golf-Club Solitude e.V. In: golfclub-stuttgart.com. Abgerufen am 1. Dezember 2019.
21. ↑  News - GC Pfalz: Die Final-Four-Wiese im Golf.de-Check. Abgerufen am 9. August 2022.
22. ↑  DGV DGL Scoring. Abgerufen am 12. August 2024.